# Fasziotomie

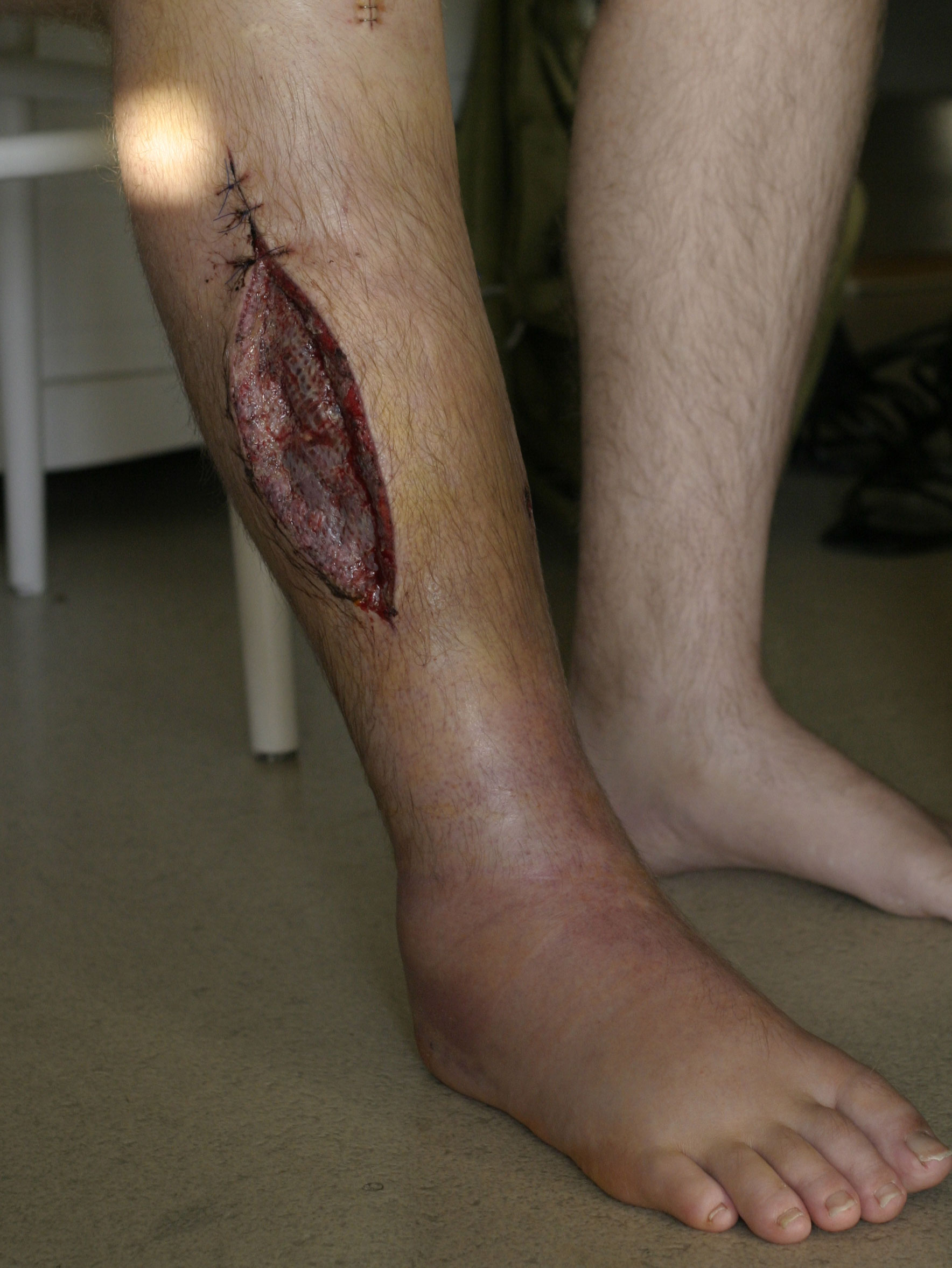
Ein Unterschenkel nach erfolgreicher Fasziotomie

Die Fasziotomie (lat. fascis Bündel, Paket; griech. témnein schneiden, (zer-)teilen), auch Faszienspaltung, ist ein operatives Verfahren zur Entlastung von unter Druck stehenden Muskellogen durch Auftrennung der entsprechenden Faszie. Vorrangig wird die Fasziotomie bei der Therapie des Kompartmentsyndroms eingesetzt, wo sie notfallmäßig durchgeführt werden muss. Die Fasziotomie weist bei rascher Durchführung hohe Erfolgs- und niedrige Komplikationsraten auf.

## Vorgehen

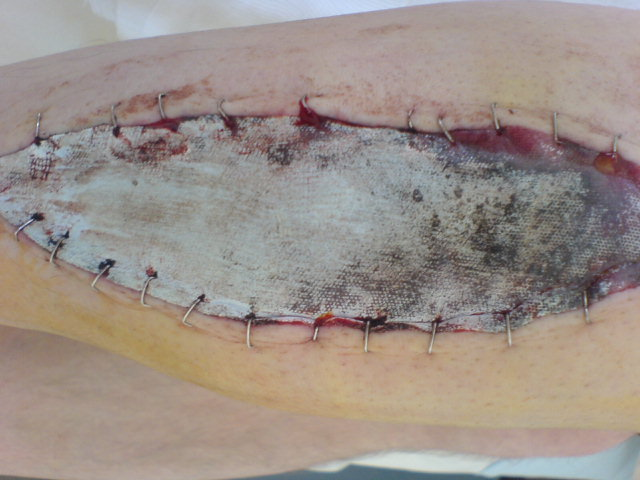
Temporärer Wundverschluss mit geklammertem Epigard

An der betroffenen Stelle wird durch einen Hautschnitt (chirurgischer Eingriff, der nur die Haut anschneidet, die darunter liegenden Strukturen aber nicht betrifft) ein Zugang zur Faszie geschaffen. Diese wird dann gespalten, wodurch es zu einer raschen Druckentlastung der darin befindlichen anatomischen Strukturen kommt. Die Wunde wird nicht direkt wieder verschlossen, sondern so belassen, dass ein ausreichender Schutz des Gewebes gewährleistet ist, ohne einen erneuten Druckaufbau zu riskieren. Erst nach Rückgang der Schwellung wird durch eine Sekundärnaht (verzögerter Wundverschluss) die Faszie wieder geschlossen. Unter Umständen kann dazu eine Spalthauttransplantation erforderlich sein, wenn sich die Wundränder nicht ohne Druckaufbau adaptieren lassen.

## Indikationen
- Kompartmentsyndrom
- Dermatoliposklerose
- therapieresistentes Ulcus cruris
- Phlegmasia caerulea dolens

## Komplikationen
Durch den Hautschnitt kommt es zur Ausbildung narbigen Gewebes. Je nach Veranlagung kann es dabei bis hin zu Keloiden kommen. In Gelenknähe kann eine Verdickung des Narbengewebes zu funktionellen Einschränkungen führen.
Weiterhin kann die Inzision zur versehentlichen Schädigung von Nerven führen.